# 多納圖斯派
多納圖斯派（Donatism），又稱多納徒派、多納徒主義，是指由柏柏爾人基督徒多納圖斯·馬格努斯與其追隨者所建立的教派。該教派被正統的天主教會視為是異端。該教派活動於羅馬帝國阿非利加行省，於4世紀與5世紀最為興盛。
330年時該教派已有172名主教，最多時擁有主教約300人。348年，羅馬帝國派軍隊鎮壓，雙方在北非對峙達13年。

## 歷史背景
據說此派別的問世，始於在迦太基一位虔誠且富有的婦人，在聖餐儀式中親吻了一位殉道者的遺物。而受到其副主教的責難，此女士因此憤而離去。這位女士在努米底亞主教團的支持下，受任其大管家為另個迦太基的主教。這問題不單單是個人的恩怨，其原因已經欲釀許久。這樣的糾葛與三世紀中葉的諾窪天派的興起相似。
在戴克理先作羅馬皇帝時，極力逼迫基督徒。當時基督徒若要保命則需交出聖經並宣示效忠羅馬皇帝，當時有些神職人員為保護會眾故屈服威權並交出聖經，以免除信徒被處死。但當君士坦丁對於基督徒停止逼迫後，信徒們開始想回到正統教會之中參與教會崇拜，但是在北非有一群以馬約里努斯（Majorinus）（後來由多納圖斯·馬格努斯繼承其位，故以「多納圖斯」為名）為首的激烈派信徒拒絕接納這些他們視為叛徒的「叛教者」再次進入教會裡，甚至堅持取消曾經「以經換命」者的牧會職務及地位。更主張這些人行的洗禮及按牧禮都當視為無效。這樣的反對勢力在教會中擴張，當教會主教並未依此標準來對待所謂的「叛教者」時，多納圖斯信徒則另立一主教與其抗衡。
當時君士坦丁為要以基督教會穩定國家團結力量的源頭，卻面臨這教會內部的紛爭與混亂。所以君士坦丁接納羅馬主教的意見，在314年阿爾勒會議中正式反對多納圖斯派。但激烈的多納圖斯派拒絕服從，群起抗議並上訴君士坦丁，在其統治期間勉強容忍他們的存在。一百年後，多納圖斯派的人數漸漸增加甚至多過正統派信徒，其間奧古斯丁也公開反對之，這樣與正統教派的抗爭持續到7世紀、8世紀之久，直到撒拉森人將其推翻。

## 延伸閱讀
- The Donatist Church: A Movement of Protest in Roman North Africa, W. H. C. Frend（英语：W. H. C. Frend） (Oxford University Press, 1952) ISBN 0-19-826408-9.
- The Bible in Christian North Africa: The Donatist World, Maureen A. Tilley (Fortress Press, 1997) ISBN 0-8006-2880-2.
- Donatist martyr stories: the Church in conflict in Roman North Africa. Translated with notes and introduction by Maureen A. Tilley (Liverpool University Press, 1996) ISBN 0-85323-931-2.
- This Holy Seed: Faith, Hope and Love in the Early Churches of North Africa, Robin Daniel (Harpenden: Tamarisk Publications, 1993) ISBN 0-9520435-0-5.

## 外部連結
- （英文）Donatus & the Donatist Schism - 多納圖斯派的主要與次要資料來源
- （英文）多納圖斯派 （页面存档备份，存于）在天主教百科全書，有許多在早期教會政治的細節，提供了多納圖斯派興起與衰落的背景
- （英文）Letter of Petilian the Donatist （页面存档备份，存于） -多納圖斯派領導人的真實書信。這是少數可以得知多納圖教派事務的主要資料來源之一。